# 古巴洛瓦卡山
古巴洛瓦卡山（波蘭語：Gubałówka）是位於波蘭城鎮扎科帕內附近的一座山峰。古巴洛瓦卡山是一個頗受歡迎的旅遊景點，最高處海拔1126米。